# Rally de Ferrol
El Rally de Ferrol es una prueba de rally de asfalto que organiza anualmente desde 1970 la Escudería Ferrol. Discurre por los alrededores de la ciudad de Ferrol, (Galicia, España), habitualmente por carreteras de municipios como San Sadurniño, Monfero, Irixoa, Ortigueira, Vilarmaior, Cerdido, As Pontes de García Rodríguez o As Somozas entre otros, y, en ocasiones, también por el entorno periurbano de la propia ciudad ferrolana disputando tramos especiales. Entre 1975 y 1980 fue puntuable para el Campeonato de España de Rally y recuperó esa condición en 2005, la cual mantiene en la actualidad.
La prueba nació en 1970 bajo el nombre de Rally Ciudad del Ferrol, apelativo que cambió en su edición de 1977 por el de Rally de Ferrol. En la primera venció Carlos Arrojo con un modelo Fiat y lo volvería a hacer en 1972 con un SEAT 600. En esos primeros años también sumó dos victorias Julio Gargallo con un Porsche Carrera RS. La prueba entró en el calendario del Campeonato de España por primera vez en 1975 y se mantuvo durante seis años. El francés Marc Etchebers sumó durante ese periodo cuatro victorias a bordo de su habitual Porsche (1975, 1976, 1979 y 1980), solo interrumpidas por los triunfos de Beny Fernández en 1977 y Pío Alonso en 1978.
La prueba se siguió organizando fuera del Campeonato de España pero siendo puntuable para el Campeonato de Galicia de Rally. Carlos Piñeiro ganó las ediciones de 1981 y 1982; luego lo haría «Peitos» con su Renault 5 Turbo y, posteriormente, el copiloto Luis Moya vencería en tres ocasiones consecutivas, primero con José Mariñas y luego con José Mora. El R5 lograría dos victorias más en Ferrol, la primera con Germán Castrillón en 1987, piloto local que lograría durante los años siguientes nueve victorias más, y una última en 1988 con «Cleherc». 
En 1990 Carlos Piñeiro lograría vencer por tercera vez en la prueba, y a continuación Castrillón dominaría con los años venideros venciendo en nueve ocasiones; tres veces con el Ford Sierra RS Cosworth (1990, 1991, 1992), tres con el Ford Escort RS Cosworth (1993, 1995, 1996) y otras tres con el Mitsubishi Lancer Evo VI (1999, 2001, 2003). Entremedias, Manuel Senra vencería en tres ocasiones con el Peugeot 306 Maxi. La última edición fuera del nacional sería en 2004 cuando vencería de Pedro Burgo con el Evo VIII.
La prueba regresó al Campeonato de España tras veinticinco años. Dani Sordo venció con el primer modelo Citroën, que además se coronaría campeón de España ese año y luego daría el salto al Campeonato del Mundo. Burgo repetiría victoria al año siguiente y luego los hermanos Vallejo cosecharían también su primera victoria en Ferrol con Porsche 911 GT3. Los vehículos de la categoría Super 2000 serían los protagonistas los siguientes años con victorias para Alberto Hevia (2009, 2010 y 2012) y Luis Monzón (2008), que repetiría hazaña en 2013 con un Mini Cooper WRC.

## Palmarés
| Año  | Edición                     | Piloto            | Copiloto                   | Vehículo                   | Series     |
| ---- | --------------------------- | ----------------- | -------------------------- | -------------------------- | ---------- |
| 1970 | 1.º Rally Ciudad del Ferrol | Carlos Arrojo     | Julio Orozco               | Fiat Abarth                |            |
| 1971 | 2.º Rally Ciudad del Ferrol | Santiago Salido   | «Rekard»                   | Alpine Renault A110-1440   |            |
| 1972 | 3.º Rally Ciudad del Ferrol | Carlos Arrojo     | Julio Orozco               | SEAT 600-1800              |            |
| 1973 | 4.º Rally Ciudad del Ferrol | Julio Gargallo    | Ignacio Lewin              | Porsche 911 R              |            |
| 1974 | 5.º Rally Ciudad del Ferrol | Julio Gargallo    | Ignacio Lewin              | Porsche Carrera RS         |            |
| 1975 | 6.º Rally Ciudad del Ferrol | Marc Etchebers    | Marie-Christine Etchebers  | Porsche Carrera RS         | España     |
| 1976 | 7.º Rally Ciudad del Ferrol | Marc Etchebers    | Marie-Christine Etchebers  | Porsche Carrera RS         | España     |
| 1977 | 8.º Rally de Ferrol         | Beny Fernández    | Paco Formoso               | Ford Escort RS 1800 MKII   | España     |
| 1978 | 9.º Rally de Ferrol         | Pío Alonso        | Leopoldo Varela            | Ford Escort RS 1800 MKII   | España     |
| 1979 | 10.º Rally de Ferrol        | Marc Etchebers    | Marie-Christine Etchebers  | Porsche Carrera RS         | España     |
| 1980 | 11.º Rally de Ferrol        | Marc Etchebers    | David Valverde             | Porsche 911 SC             | España     |
| 1981 | 12.º Rally de Ferrol        | Carlos Piñeiro    | Pablo Iglesias             | Fiat 131 Abarth            |            |
| 1982 | 13.º Rally de Ferrol        | Carlos Piñeiro    | Carlos Orozco              | Porsche 911 SC             |            |
| 1983 | 14.º Rally de Ferrol        | «Peitos»          | Francisco Javier Salgueiro | Renault 5 Turbo            |            |
| 1984 | 15.º Rally de Ferrol        | José Mariñas      | Luis Moya                  | Renault 5 Copa Turbo       |            |
| 1985 | 16.º Rally de Ferrol        | José Mora         | Luis Moya                  | Renault 5 Turbo            |            |
| 1986 | 17.º Rally de Ferrol        | José Mora         | Luis Moya                  | Renault 5 GT Turbo         |            |
| 1987 | 18.º Rally de Ferrol        | Germán Castrillón | Estrella Castrillón        | Renault 5 GT Turbo         |            |
| 1988 | 19.º Rally de Ferrol        | «Cleherc»         | Juan Brun                  | Renault 5 Turbo            |            |
| 1989 | 20.º Rally de Ferrol        | Carlos Piñeiro    | Julio Orozco               | Ford Sierra RS Cosworth    |            |
| 1990 | 21.º Rally de Ferrol        | Germán Castrillón | Estrella Castrillón        | Ford Sierra RS Cosworth    |            |
| 1991 | 22.º Rally de Ferrol        | Germán Castrillón | Estrella Castrillón        | Ford Sierra RS Cosworth    |            |
| 1992 | 23.º Rally de Ferrol        | Germán Castrillón | Estrella Castrillón        | Ford Sierra RS Cosworth    |            |
| 1993 | 24.º Rally de Ferrol        | Germán Castrillón | Estrella Castrillón        | Ford Escort RS Cosworth    |            |
| 1994 | 25.º Rally de Ferrol        | Miguel Dopico     | Álvaro Louro               | Ford Escort RS Cosworth    |            |
| 1995 | 26.º Rally de Ferrol        | Germán Castrillón | Estrella Castrillón        | Ford Escort RS Cosworth    |            |
| 1996 | 27.º Rally de Ferrol        | Germán Castrillón | Estrella Castrillón        | Ford Escort RS Cosworth    |            |
| 1997 | 28.º Rally de Ferrol        | Javier Paz        | José Ramón Seoane          | Ford Escort RS Cosworth    |            |
| 1998 | 29.º Rally de Ferrol        | Manuel Senra      | Faustino Suárez            | Peugeot 306 Maxi           |            |
| 1999 | 30.º Rallye de Ferrol       | Germán Castrillón | Estrella Castrillón        | Mitsubishi Lancer Evo IV   |            |
| 2000 | 31.er Rallye de Ferrol      | Manuel Senra      | Faustino Suárez            | Peugeot 306 Maxi           |            |
| 2001 | 32.º Rally de Ferrol        | Germán Castrillón | Estrella Castrillón        | Mitsubishi Lancer Evo VI   |            |
| 2002 | 33.º Rally de Ferrol        | Manuel Senra      | Faustino Suárez            | Peugeot 306 Maxi           |            |
| 2003 | 34.º Rally de Ferrol        | Germán Castrillón | Estrella Castrillón        | Mitsubishi Lancer Evo VI   |            |
| 2004 | 35.º Rally de Ferrol        | Pedro Burgo       | Marcos Burgo               | Mitsubishi Lancer Evo VIII |            |
| 2005 | 36.º Rallye de Ferrol       | Dani Sordo        | Marc Martí                 | Citroën C2 S1600           | CERA       |
| 2006 | 37.º Rallye de Ferrol       | Pedro Burgo       | Marcos Burgo               | Mitsubishi Lancer Evo IX   | CERA       |
| 2007 | 38.º Rallye de Ferrol       | Sergio Vallejo    | Diego Vallejo              | Porsche 911 GT3 RS 3.6     | CERA       |
| 2008 | 39.º Rallye de Ferrol       | Luis Monzón       | José Carlos Déniz          | Peugeot 207 S2000          | CERA       |
| 2009 | 40.º Rallye de Ferrol       | Alberto Hevia     | Alberto Iglesias           | Škoda Fabia S2000          | CERA       |
| 2010 | 41.º Rallye de Ferrol       | Alberto Hevia     | Alberto Iglesias           | Škoda Fabia S2000          | CERA       |
| 2011 | 42.º Rallye de Ferrol       | Sergio Vallejo    | Diego Vallejo              | Porsche 911 GT3 RS 3.6     | CERA       |
| 2012 | 43.º Rallye de Ferrol       | Alberto Hevia     | Francisco Álvarez          | Škoda Fabia S2000          | CERA       |
| 2013 | 44.º Rallye de Ferrol       | Luis Monzón       | José Carlos Déniz          | Mini Cooper WRC            | CERA       |
| 2014 | 45.º Rallye de Ferrol       | Sergio Vallejo    | Diego Vallejo              | Porsche 911 GT3 RS 3.8     | CERA       |
| 2015 | 46.° Rallye de Ferrol       | Iván Ares         | Álvaro Bañobre             | Porsche 911 GT3 RS 3.8     | CERA       |
| 2016 | 47.° Rallye de Ferrol       | Víctor Senra      | David Vázquez              | Ford Fiesta R5             | CERA       |
| 2017 | 48.° Rallye de Ferrol       | Iván Ares         | José Antonio Pintor        | Hyundai i20 R5             | CERA       |
| 2018 | 49.° Rallye de Ferrol       | Pepe López        | Borja Rozada               | Citroën DS3 R5             | CERA       |
| 2019 | 50.° Rallye de Ferrol       | Pepe López        | Borja Rozada               | Citroën C3 R5              | CERA, TER  |
| 2020 | 51.° Rallye de Ferrol       | Pepe López        | Borja Rozada               | Citroën C3 R5              | CERA, TER  |
| 2021 | 52.º Rallye de Ferrol       | Iván Ares         | David Vázquez              | Hyundai i20 R5             | S-CER, TER |
| 2022 | 53.º Rallye de Ferrol       | Víctor Senra      | «Jandrín»                  | Škoda Fabia Rally2 evo     | Copa       |